# Almotacé
Almotacé (ou almotacel) é o funcionário de confiança dos concelhos na Idade Média (equivalente a um oficial municipal) responsável pela fiscalização de pesos e medidas e da taxação dos preços dos alimentos; sendo encarregado também da regulação da distribuição dos mesmos em tempos de maior escassez. Ocupava o cargo da Almotaçaria mensalmente e estava dependente dos governadores do concelho (vereadores, juízes e procuradores).
No Reino de Portugal o almotacé-mor da corte era um oficial da Casa Real que acompanhava sempre o monarca e o seu séquito na sua itinerância. A sua principal função era garantir o abastecimento da corte de vinho, carne, peixe, pão e outros mantimentos. Para além disso, no espaço onde exercia a sua jurisdição (o local onde se encontrava a Corte e a área de cinco léguas que o rodeava), competia-lhe: conceder privilégios de isenção de direitos de circulação a quem contribuísse para o abastecimento real; fazer cumprir posturas sobre esterqueiras, canos, chafarizes, fontes e poços; controlar a atividade dos almotacés; fiscalizar os preços, os pesos e o tamanho do pão nos mercados e açougues; garantir a limpeza dos locais onde passaria o rei; mandar arranjar caminhos, calçadas e pontes por onde o monarca circulasse. O ofício de almotacé-mor da corte foi criado em 1436 ou 1437, por Dom Duarte, foi abolido nas cortes de 1439 e restaurado passado menos de uma década. O almotacé-mor da corte já existia novamente em 1448 . Na época moderna, as atribuições do almotaté-mor estiveram reguladas pelo respectivo regimento, incluído nas Ordenações Manuelinas. Este ofício acabou por tornar-se hereditário e veio a recair no 4.º Visconde com Grandeza de Asseca em sucessão a seu sogro. 
No Brasil, no período colonial, os almotacés exerciam duplamente as funções administrativas e judiciárias, não sendo possível, na prática, a distinção de uma e outra função. Cabiam-lhes "o julgamento das infrações de postura, aferição de pesos e medidas, questões concernentes a paredes de casas, quintais, portas, janelas e eirados".

## Almotacés-Mores da Corte Portuguesa
- Pedro Lourenço de Almeida, 1436/1437-1439 e 1448-1463
- Gonçalo Vaz de Castelo Branco, 1464-1481
- Pedro Vaz de Castelo  Branco, 1481
- Rui de Sousa, 1481-1490
- Dom João de Sousa, 1490-1495
- Dom Nuno Manuel, 1496-1521
- Diogo Lopes de Sequeira, 1523-1530
- Francisco de Faria
- António Luís Coutinho da Câmara
- João Gonçalves da Câmara Coutinho
- Lourenço Gonçalves da Câmara Coutinho
- Martim Correia de Sá e Benevides Velasco, 4.º Visconde com Grandeza de Asseca
- Salvador Correia de Sá e Benevides Velasco, 5.º Visconde com Grandeza de Asseca
- António Maria Correia de Sá e Benevides Velasco da Câmara, 6.º Visconde com Grandeza de Asseca
- Salvador Correia de Sá e Benevides Velasco da Câmara, 7.º Visconde com Grandeza de Asseca
- António Maria Correia de Sá e Benevides Velasco da Câmara, 8.º Visconde com Grandeza de Asseca
- Salvador Correia de Sá e Benevides Velasco da Câmara, 9.º Visconde com Grandeza de Asseca